# Varanus obor
Il varano del sago (Varanus obor Weijola e Sweet, 2010) è una specie della famiglia dei Varanidi endemica dell'isola indonesiana di Sanana. È stato avvistato per la prima volta in natura da Valter Weijola, durante un soggiorno a Sanana nel marzo-aprile del 2009. Un esemplare imbalsamato (l'olotipo), apparentemente catturato tra il 1860 e il 1866, è conservato al Museo di Storia Naturale di Leida (il Naturalis).

## Descrizione
V. obor è l'unica specie melanica del gruppo dei varani del Pacifico (indicus), nonché l'unica del sottogenere Euprepiosaurus ad essere ricoperta da macchie rosso-arancio. Le dimensioni del corpo e la struttura delle squame ricordano strettamente quelle di V. melinus, suo stretto parente, diffuso sulle isole di Mangole e Taliabu. Può raggiungere gli 80–150 cm di lunghezza e un peso di 0,5-1,5 kg. Il nome scientifico obor, «torcia» in indonesiano, gli è stato attribuito per la sua colorazione unica.

## Distribuzione e habitat
Finora V. obor è stato trovato soltanto sull'isola di Sanana, dove abita nelle paludi costiere di palme da sago - habitat frequentato solo marginalmente dalle altre specie del gruppo indicus -, ma si incontra frequentemente anche in habitat rivieraschi e nelle foreste pluviali.

## Biologia
Le sue abitudini sono quasi sconosciute, ma potrebbero essere simili a quelle di altre specie di varano presenti nella regione.